# Come and Join Us
Come and Join Us (Ven y únete a nosotros) es el segundo álbum de estudio de la banda de rock cristiano, Petra. Fue lanzado en 1977.
El álbum continúa con un estilo similar al de su álbum anterior, que es algo entre el country y el rock sureño. Sin embargo, la música es más orientada al rock y las letras muestran más profundidad.
Al igual que en su álbum anterior, tampoco hay cantante en sí. En cambio, las voces principales son manejadas por los guitarristas Bob Hartman y Greg Hough, y algunos cantantes invitados. Curiosamente, uno de los cantantes invitados es Greg X. Volz, quien tomó la voz líder en dos canciones, y más tarde se convertiría en el cantante de la banda a tiempo completo.

## Producción
Bob Hartman quería el título del álbum fuera "God Gave Rock and Roll to You", después una de las canciones. Esta canción fue escrita por Russ Ballard para su banda Argent, y más tarde se convertiría en un himno de rock and roll, interpretado por Kiss. Sin embargo, Myrrh Records lo consideró como inapropiado y obligó a Hartman a cambiar el título. Petra interpretaría esa canción otra vez en 1984 en su séptimo álbum.
Otro inconveniente de Hartman fue la exclusión de la canción "Killing My Old Man". Fue grabada para este álbum, pero fue dejada Myrrh Records antes de que el álbum fuese lanzado. La canción sigue siendo un alimento básico en concierto, sin embargo, fue grabada en definitiva, para el álbum de 1981, Never Say Die.

## Lista de canciones
Todas las canciones fueron escritas por Bob Hartman, excepto donde se anota.
1. "God Gave Rock and Roll to You" (Russ Ballard) – 5:35
2. "Ask Him In" – 3:30
3. "Sally" (Hough) – 4:25
4. "Without You I Would Surely Die" (Hough) – 4:27
5. "Come and Join Us" – 4:39
6. "Where Can I Go" – 3:51
7. "Holy Ghost Power" – 2:26
8. "Woman Don't You Know" (Hartman y Hough) – 3:39
9. "God Gave Rock and Roll To You" (reprise) (Ballard) – 2:48

## Portada
La portada fue realizada por Dennis Bellile mientras que el logo de la banda fue diseñado por Craig Yoe (Yoe Yoe-Studio).

## Personal

### Petra
- Bob Hartman - Guitarra, voz
- Greg Hough - Guitarra, voz
- John DeGroff - Bajo
- Bill Glover - Tambores, percusión

### Músicos invitados
- Steve McElyea - teclado
- Steve Mergen - percusión
- Allen C. Hornung - percusión
- Steve Pfeiffer - percusión
- Cowbell Bob - percusión
- Houghie I - percusión
- Steve Camp - percusión, voz invitada
- Greg X. Volz - voz invitada, voz líder en canciones 1, 8 y 9
- Karen Morrison - voz invitada
- Austin Roberts - voz invitada

### Grabación
- Terry Jamison - ingeniero
- Allen C. Hornung, Bill Olszewski - ingenieros asistentes
- Adaptaciones por Petra
- Grabado en Golden Voice Studios, South Pekin, Illinois
- Masterizado por Lanky Linstrot, ABC Records, Los Ángeles, California

### Producción
- Austin Roberts - Productor